# Гаркуша, Дмитрий Ильич
Гаркуша Дмитрий Ильич (21 сентября 1918, Великая Буромка, Полтавская губерния — 24 июня 2004, Курск) — советский архитектор, член Союза архитекторов СССР (1948).

## Биография
Родился 21 сентября 1918 года в селе Великая Буромка Полтавской губернии.
- 1941 — окончил архитектурный факультет Харьковского инженерно-строительного института.
- 1946-1948 — старший архитектор Харьковоблпроект.
- 1948-1951 — начальник Архитектурно-проектной мастерской при Управлении главного архитектора города Курска.
- 1951-1964 — начальник проектной конторы Курскоблпроект.
- 1964-1980 — директор института Курскгражданпроект.
- 1980-1994 — главный архитектор технического отдела института Курскгражданпроект.

### Осуществлённые проекты

#### Курск

##### Жилые и общественные здания
- 4-этажный 68-квартирный жилой дом на Привокзальной площади, 2 (1958) (в соавторстве с архитектором Ивановым А.Н.) — повторное применение проекта жилого дома № 1, с переработкой проекта, на базе типовых секций серии 11.
- Здание Советской партийной школы по улице Ленина, 43 (1959) (в соавторстве с архитектором Ивановым А.Н.). памятник архитектуры (местного значения) [1]
- Дом связи на Красной площади, 8 (1960) (в соавторстве с архитектором Ивановым А.Н.).  памятник архитектуры (местного значения) [2]
- 4-этажный 51-квартирный жилой дом на Привокзальной площади, 1 (1961) (в соавторстве с архитектором Ивановым А.Н.) — проект жилого дома на базе типовых секций серии 11.
- Административное здание по улице Щепкина, 21 (1970-е).
- Санаторий «Знаменская роща» (1970-е).
- Дом знаний по улице Радищева, 35 (1986) (в соавторстве с архитектором Семенихиным В.П.)[3].

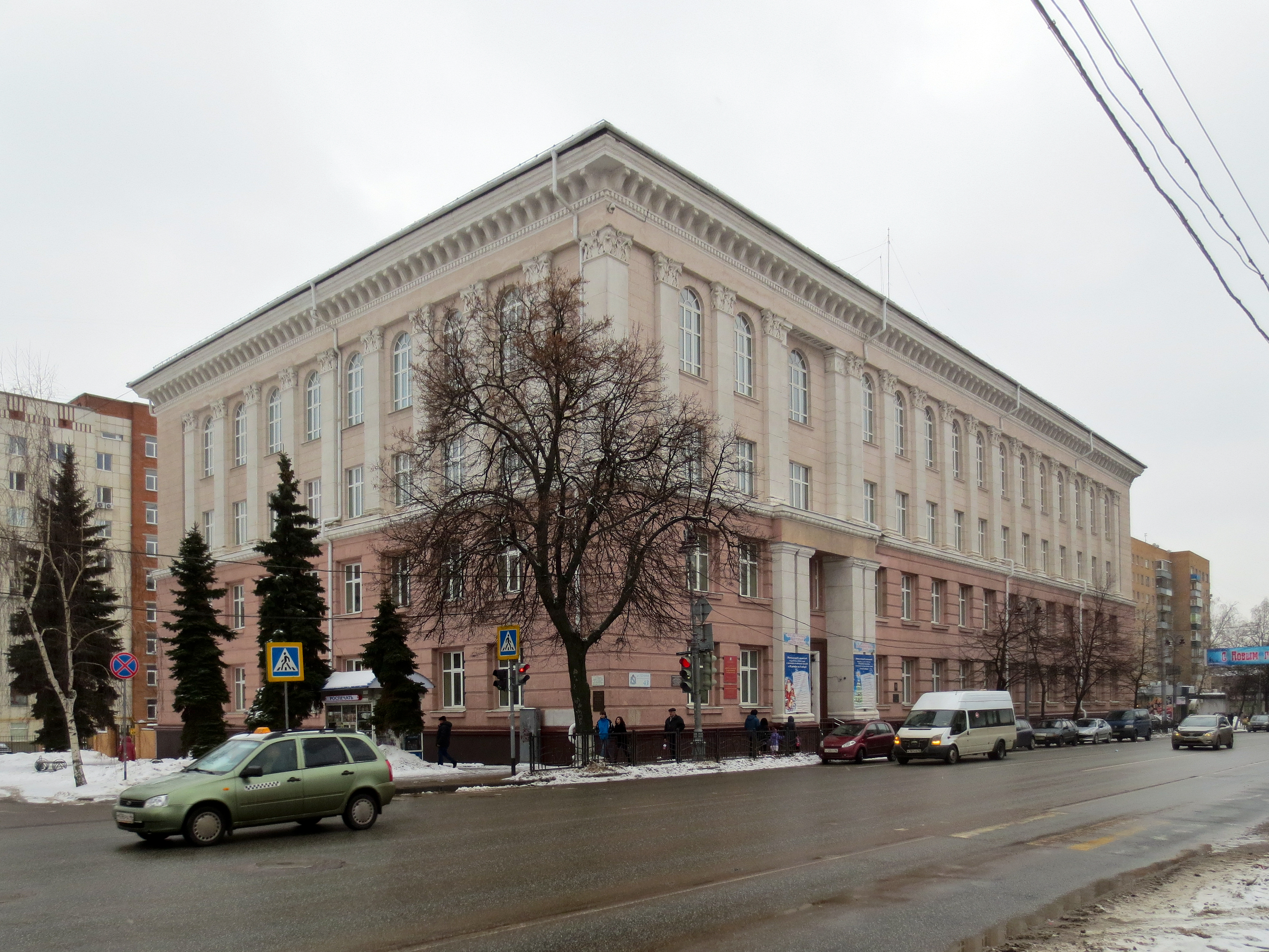
Здание Советской партийной школы по улице Ленина, 43
Дом связи на Красной площади, 8

##### Планировочные работы
- Детальный проект планировки рабочего поселка Курского подшипникого завода № 12 (1949).
- Детальный проект планировки жилых кварталов Курского завода передвижных агрегатов (1951).
- Планировка парка завода КЗТЗ (1958) (в соавторстве с архитектором Ивановым А.Н.).

#### Курская область
- Памятник героям-саперам на Курской дуге (1967) (в соавторстве со скульптором Супоневым Ф.).
- Проекты планировок села Богороцкого Щигровского района, поселка Садового Касторенского района, села Сального, села Ольховки Хомутовского района (1968-1969).

#### Белгород
- Реконструкция здания Белгородского Обкома (1950-е).
- Реконструкция Дома политпросвещения (1960-е).

### Харцызск
- Гостиница

## Печатные труды
- Война и саперы / Козловский Н.М., Гаркуша Д.И. — Курск, 2002. — 367 с. — ISBN 5-7277-0337-9.